# Voldi
Voldi is een plaats in de Estlandse gemeente Tartu vald, provincie Tartumaa. De plaats heeft de status van dorp (Estisch: küla) en telt 152 inwoners (2021).
Voldi hoorde tot in 2017 bij de gemeente Tabivere. In dat jaar werd die gemeente bij de gemeente Tartu vald gevoegd.
De plaats ligt aan het meer Saadjärv.

## Geschiedenis
Voldi vormde oorspronkelijk één dorp met het noordelijker gelegen Tabivere. De Baltische Duitsers noemden het dorp Tabbifer, de Esten Voldi. Het dorp werd voor het eerst genoemd in 1582. Het hoorde bij het landgoed Tabivere (Estisch: Tabivere mõis of Voldi mõis). Het landgoed behoorde toe aan verscheidene Baltisch-Duitse families tot het in 1919 werd onteigend door het zojuist onafhankelijk geworden Estland. De naam Voldi is waarschijnlijk afgeleid van Wolffeldt, de naam van een van die families.
Het dorp begon pas te groeien nadat het in 1876 een station kreeg aan de pas aangelegde spoorlijn Tapa - Tartu. Het station heette oorspronkelijk station Voldi, maar in 1925 werd het herdoopt in station Tabivere. In 1977 werd Tabivere gesplitst in een noordelijk deel, Tabivere, en een zuidelijk deel, Voldi. Tabivere kreeg daarbij de status van groter dorp (alevik), Voldi die van dorp (küla).
In hetzelfde jaar, 1977, werd het aangrenzende dorp Äksi bij Voldi gevoegd. Daarmee kreeg Voldi de Äksi Andrease kirik (kerk van Sint-Andreas in Äksi). De huidige kerk is gebouwd in 1889, maar de oudste berichten over een kerk in deze omgeving dateren uit 1443. Otto Wilhelm Masing was tussen 1815 en 1832 predikant in deze kerk. In de omgeving van de kerk staat een gedenksteen voor hem.
In Voldi staat ook sinds 27 augustus 1989 weer een monument voor de slachtoffers van de Estische Onafhankelijkheidsoorlog uit de kerspel Äksi.
De naam Äksi verdween niet van de kaart, maar ging over op een buurdorp, dat vóór 1977 Põltsamaa heette.

## Foto's

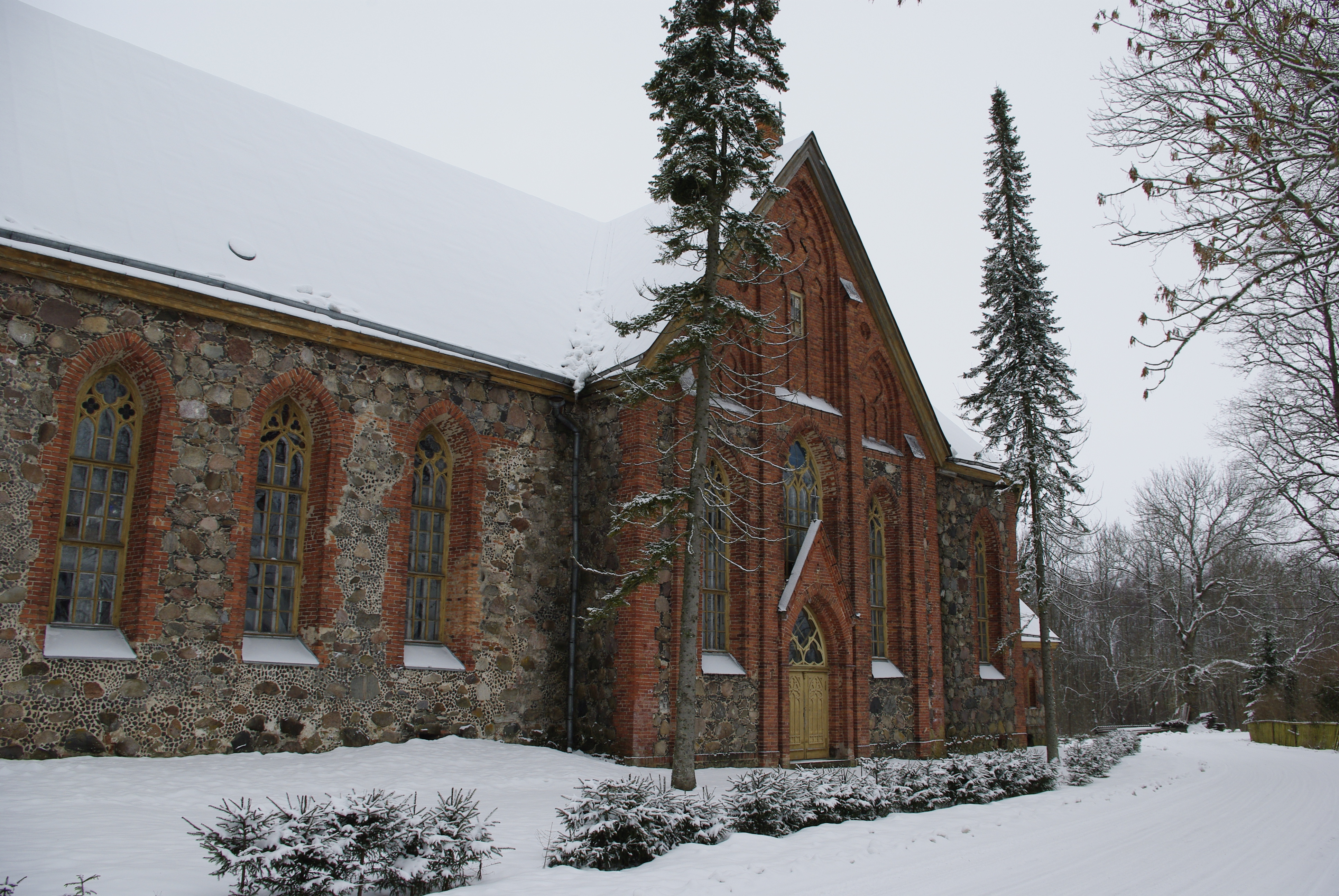
De Äksi Andrease kirik in de winter
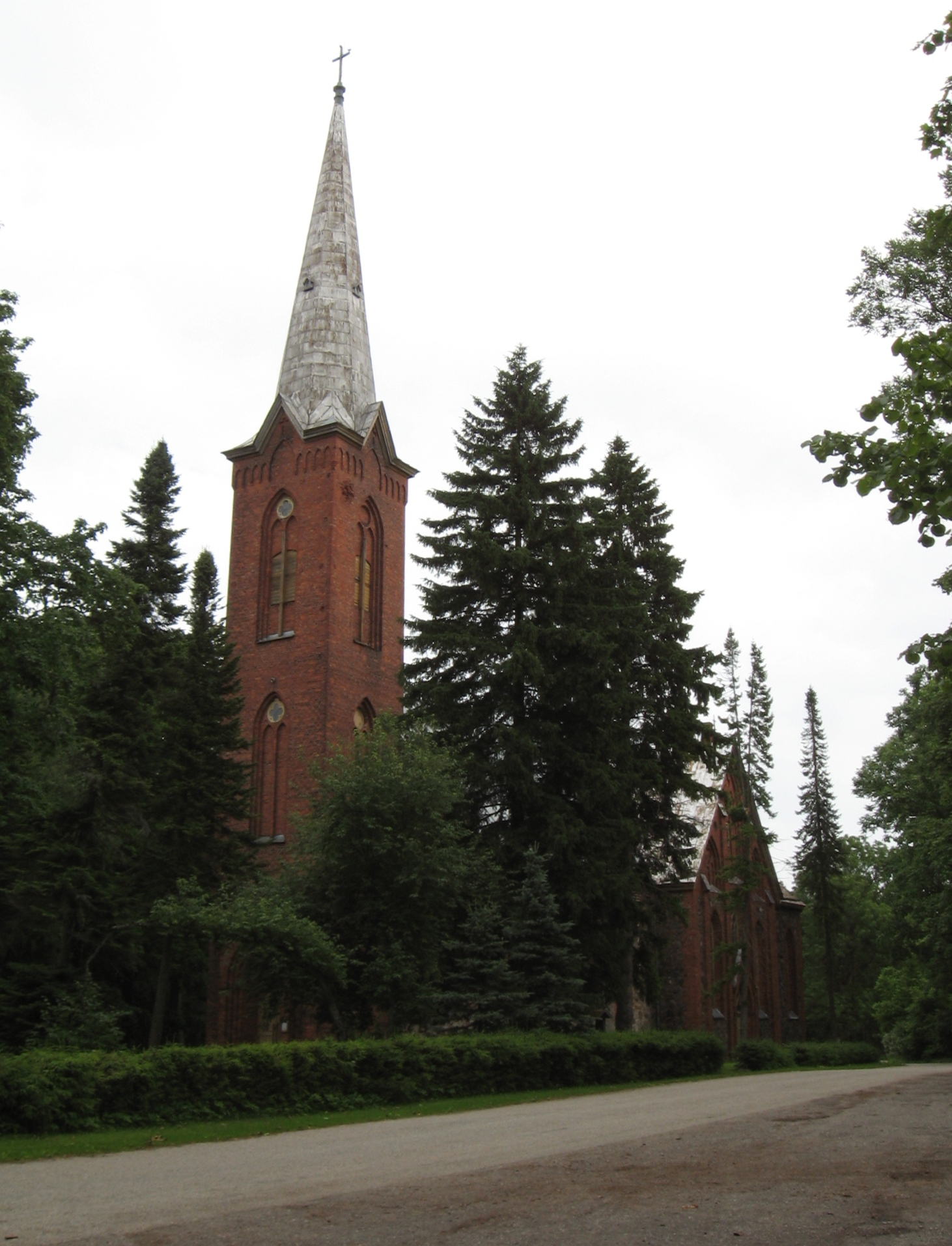
Toren van de Äksi Andrease kirik
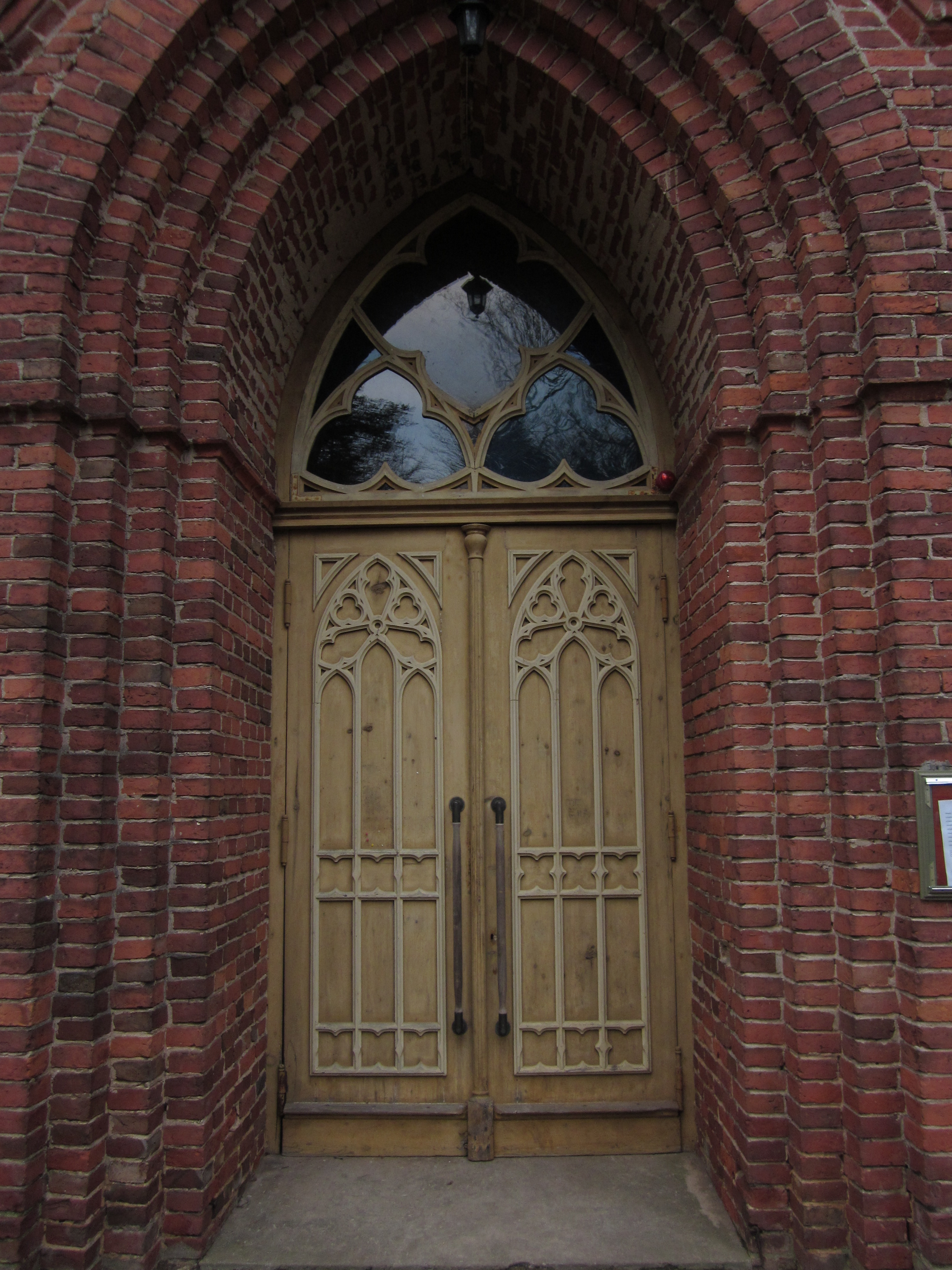
Ingang van de kerk
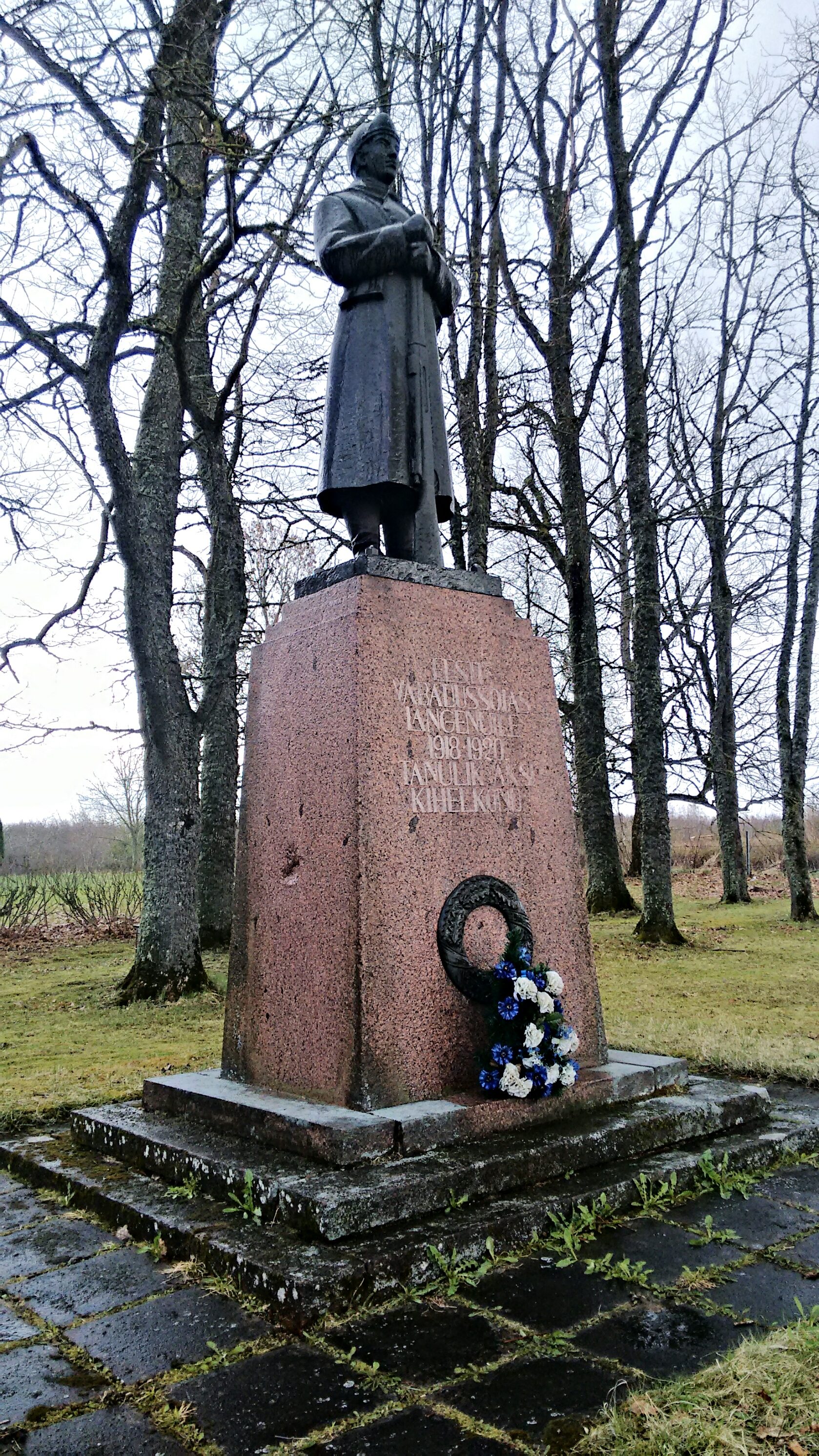
Monument voor de slachtoffers van de Estische Onafhankelijk-heidsoorlog